# The Flowers (groupe)
Pour les articles homonymes, voir The Flowers.
The Flowers (chinois simplifié : 花儿乐队 ; chinois traditionnel : 花兒樂隊 ; pinyin : Huār Yuèduì ; qui signifie littéralement « le groupe (musical) fleur(s) » ) est un groupe de pop rock et mandopop chinois, originaire de Pékin. Il possède des influences pop punk très marquées. Ce groupe commence en 1998 et compte six albums dont le dernier, Huā líng shènghuì 《花龄盛会》 est sorti le 29 septembre 2007. Le groupe se sépare en 2009.

## Biographie
Zhang Wei, Guo Yang, et Wang Wenbo se rencontrent au lycée. Ils jouent d'abord dans un style de pop punk similaire à celui de groupes américains comme Green Day et Blink-182, de qui ils s'inspireront. En 1999, le groupe publie son premier album, 幸福的旁边 (xìngfú de pángbiān). L'album est un succès surprise lancé par les singles Stillness, Disillusion et School's Out. En 2001, ils signent ua label EMI Records.
La bande est accusée de plagiat, lorsque 12 de leurs chansons, avec notamment leur grand succès Xi shua shua (嘻唰唰) sont comparées aux chansons K2G du duo de pop japonaise Puffy AmiYumi. EMI, leur représentant international, admet qu'il y avait des similitudes avec ces chansons, mais ne reconnait pas le plagiat. Le groupe décide alors de s'éloigner de tout concours de musique. Le chanteur/compositeur Da Zhangwei déclare écouter tellement de chansons tous les jours qu'il ne se rappelle pas toutes ses sources d'inspiration. De la même façon, la chanson Wen bu guoyin 《吻不过瘾》 sur l'album 花天囍世 reprend en grande partie le thème du générique de l'anime japonais Maya l'abeille.
Aux alentours de 2007-2008, le groupe remporte la catégorie de meilleur groupe chinois aux China Music Awards. Plus tard, The Flowers participe à la version chinoise de la série musicale de Disney High School Musical 2. En 2008, le guitariste Shi Xingyu quitte le groupe. Le groupe se sépare en 2009.

## Membres
- Dà Zhāngwěi (大张伟) - chant
- Shí Xǐngyŭ (石醒宇) - guitare
- Guō Yáng (郭阳) - basse
- Wáng Wénbó (王文博) - batterie

## Discographie
- 1999 : 幸福的旁边 (xìngfú de pángbiān)
- 2001 : 草莓声明 (cǎoméi shēngmíng)
- 2004 : 我是你的罗密欧 (Wǒ shì nǐ de Romeo)
- 2005 : 花季王朝 (Huā jì wángcháo)
- 2006 : 花天囍世 (Huā tiān xǐshì)
- 2007 : 花龄盛会 (Huā líng shènghuì)